# والدو پی. جانسون
والدو پی. جانسون (به انگلیسی: Waldo P. Johnson) سناتور سابق عضو حزب دموکرات ایالات متحده آمریکا بود. وی در سال ۱۸۶۱ تا ۱۸۶۲ میلادی سناتور ایالت میزوری در سنای ایالات متحده آمریکا بود.